# Kike Ferrer
Kike Ferrer (Palma de Mallorca, Islas Baleares, 4 de noviembre de 1992) es un piloto de motociclismo de velocidad español de la categoría Superstock 1000 del Campeonato de España de Velocidad.
Comenzó su andadura en el mundo del motor a la tempana edad de los cuatro al competir en diferentes pruebas del Campeonato de Baleares en disciplinas como el motocross o las minimotos.
En 2005 dio el salto al territorio nacional con Pino con una Suzuki GSX-R. Tres años más tarde se proclamó vencedor del Campeonato del Mediterráneo en las 600 series. En la temporada 2010 cambió a la una Ducati 1098R para finalizar en la tercera posición final del Copa Nacional Privado Stock Extreme de 1000cc. Ese mismo año consiguió la Medalla de bronce al Mérito Deportivo de la Federación Española de Motociclismo y el Reconocimiento del Consejo Superior de Deportes como deportista de Alto Nivel.
La oportunidad de dar el salto a un equipo estructura profesional le llegó en 2012 debutando en el Campeonato de España y como Wildcard en el Campeonato del Mundo de Superbikes en la categoría de Superstock 1000 en Motorland. En 2015 se proclamó Campeón de España de Superstock 1000 con Kawasaki y EMS Competición, mientras que en 2016 logró el subcampeonato en la misma escudería.

## Palmarés
2016
- Subcampeón de España de España Superstock 1000.

2015
- Campeón de España de España Superstock 1000.

2013
- 5.º Campeonato de España Superstock 1000.
- 9.º Wildcard Campeonato del mundo de Superbikes categoría Superstock 1000 Aragón.

2012
- 7.º Campeonato de España Stock Extreme 1000.
- 12.º Wildcard Campeonato del mundo de Superbikes categoría Superstock 1000 Aragón.

2011
- 4.º Campeonato de España Stock Extreme 1000.
- 3.º Campeonato de Europa Junior Superstock 1000.

2010
- 3.º Copa Nacional Privados Stock Extreme 1000.
- 10.º Campeonato España Stock Extreme 1000.
- 10.º general Campeonato Europa Superstock 1000.
- Campeón de Europa Junior Superstock 1000.
- Medalla de bronce al mérito deportivo de la Federación Española de Motociclismo.
- Reconocimiento del Consejo Superior de Deportes como deportista del Alto Nivel (BOE n.º 314 de lunes 27 de diciembre).

2009
- 6.º Campeonato de España velocidad Supersport copa privados.

2008
- 1.º Campeonato de Baleares velocidad Supersport.
- 1.º Campeonato del Mediterráneo velocidad 600 series.
- Octubre 2008 – entra a formar parte de CTEIB-EBE.

2007
- 4.º Challenge RACC pre 125 c.c.
- Participación Campeonato de velocidad Andalucía 600 series.

2006
- 7.º Campeonato de Cataluña velocidad Open RACC 70 c.c.

2005
- 3.º Campeonato de Baleares minimotos.
- 9.º Campeonato de Baleares velocidad 80 c.c.
- Campeonato Andalucía velocidad 80 c.c.

2004
- 3.º Campeonato de Baleares crosscountry 85 c.c

2003
- 6.º Campeonato de Baleares motocross 85 c.c.
- 2.º Campeonato de Baleares supermotard 85 c.c.

2002
- 3.º Campeonato de Baleares supermotard 65 c.c.
- 5.º Campeonato de Baleares motocross 65 c.c.